# タナハシ・コーツ
タナハシ・コーツ（Ta-Nehisi Coates.  英語発音: [ˌtɑːnəˈhɑːsi]、1975年9月30日 - ）は、アメリカの著作家。

## 経歴
メリーランド州ボルチモアに生まれる。父のポール・コーツは元ブラック・パンサー党員で、黒人に関する出版社を経営していた。ワシントンD.C.にある黒人大学の名門校ハワード大学に入学。中退して「作家志望」となる。後にジャーナリストとしてさまざまな雑誌・新聞に寄稿。「アトランティック」誌の全米特派員をほぼ10年間にわたって務めていた。
2014年の同誌のカヴァーストーリー“The Case for Reparations”（「賠償請求訴訟」。『僕の大統領は黒人だった』に所収）でいくつもの賞を受ける。2015年にはマッカーサー基金から天才助成金（マッカーサー・フェロー）を受ける。2016年タイム誌の選ぶタイム100（「世界で最も影響力のある100人」）に選ばれる。大統領選挙ではバーニー・サンダースを支持した。
2015年の作品『世界と僕のあいだに』（”Between the World and Me”）で全米図書賞を受賞。ピューリッツァー賞、全米批評家協会賞のファイナリストとなる。
ノーベル賞作家トニ・モリスンが「ジェームズ・ボールドウィン亡き後の空白を埋める存在がようやく現れた」と評した。ブロガーとしてもその発言が全米の注目を集める存在である。
マーベル・コミックス社が発行する、黒人スーパーヒーローが主人公となるコミックブック『ブラックパンサー』の脚本も手掛けている。

## 著作
- The Beautiful Struggle, 2005
  - 『美しき闘争』奥田暁代訳、慶應義塾大学出版会、2017年
- Between the World and Me, 2015
  - 『世界と僕のあいだに』池田年穂訳、慶應義塾大学出版会、2017年[2]
- We Were Eight Years in Power, 2017 
  - 『僕の大統領は黒人だった――バラク・オバマとアメリカの8年』池田年穂ほか訳、慶應義塾大学出版会、2020年
- The Water Dancer, 2019
  - 『ウォーターダンサー』 上岡伸雄訳、新潮社・新潮クレスト・ブックス、2021年
- The Message, 2024
  - 『なぜ書くのか パレスチナ、セネガル、南部を歩く』 池田年穂訳、慶應義塾大学出版会、2025年